# Jaime Ravinet
Jaime Nicolás Ravinet de la Fuente (né le 17 octobre 1946 à Santiago du Chili), est un avocat et un homme politique chilien. Il est maire de Santiago de 1990 à 2000, ministre du Logement, de l'Urbanisme et des Biens nationaux de 2001 à 2004, de la Défense de 2004 à 2006 et de 2010 à 2011.